# 樅ノ木は残った (NHK大河ドラマ)
『樅ノ木は残った』（もみノきはのこった）は、1970年1月4日 - 12月27日まで放送されたNHK大河ドラマ第8作。全52回。
江戸時代前期の4代将軍・徳川家綱の治世に起きた伊達騒動を題材にした、山本周五郎の小説『樅ノ木は残った』を原作に、『太閤記』の茂木草介（脚本）、吉田直哉（演出）のコンビが挑んだドラマで、戦争の無い時代にも争いを求めてしまう人間の悲しい性を描いている。

## 企画・制作
原作は従来「悪役」とされてきた原田甲斐を「藩のことを考えての行動だった」として評価を反転させており、その解釈を面白いと思った吉田もそのまま使用している。
物語の序盤では、栗原小巻が演じる甲斐の恋人・たよとの悲恋を中心にした、原作にはない甲斐の青春時代がオリジナルストーリーとして書き下ろされており、第14回から原作部分に入っている。このような構成を取ったのは、吉田直哉が原作を読んで、甲斐が末期に至るまで本心を明かさずに汚名を甘受し続けた点が腑に落ちず、脚本の茂木と読み直す中で甲斐が女性から距離を置いている点に着目し、そこに女性への贖罪意識とそれに起因する自虐的な行動を盛り込むことでその理由づけとしたためである。一方総集編では、冒頭から伊達騒動の勃発が描かれており、上述の甲斐の前半生は総集編・前編の途中で、甲斐が回想する形式で収録されている。
前作『天と地と』に続いて演出家（ディレクター）を複数置いたが、本作では全体を統括するチーフディレクターの下にセカンド・サードを置く形式が吉田の発案で導入され、以降の大河ドラマの基本となる。吉田の狙いは若手のディレクターに責任を負わせずに経験を積ませることにあった。クレジットは吉田の意図で毎回全員の名前を併記した（次作以降は担当ディレクターのみとなる）。
現在に続くご当地ブームの先駆けとなった作品で、ドラマの舞台地で本格的にロケが行われたのも本作が初めてであり、地元の仙台で主に主人公・原田甲斐の青春篇が収録された。地元との観光タイアップも本格的に始まり、舞台地近くの樅の木林が一斉に刈り取られ、ただ1本が残され、まさに「樅の木は残った」状態にされたというエピソードがあった。
オープニングはその冒頭、風に揺れる竹林から能面が現れ、様々な能面をいくつかのアングルから映しつつ、風に翻弄される竹の映像をインサートしたものであった。このタイトルバックの撮影は、竹林ぎりぎりまでヘリコプターを降下させて撮影し、文化財である能面については、所蔵者自らがスタジオに持ち込み、撮影中は片時も離さず、スタッフは湿度計まで用意して万一の事故を防いだという。

## 反響
初回視聴率27.6%、最高視聴率27.6%、平均視聴率21.0%（関東地区、ビデオリサーチ調べ）。合戦などのない地味な素材ながら一定の視聴率を上げた。
内容や音楽も相まって一部の視聴者からは「番組が暗い」などの声も寄せられたこともあったが、伊達家のお家騒動を緻密かつ丹念に描いており、重厚かつ骨太な初期の大河ドラマの傑作と高く評価されている。

## 登場人物
太字は総集編出演者
- 原田甲斐：平幹二朗

従来の多くの作品では、「伊達騒動の首謀者」という悪役として描かれてきたが、本作ではお家乗っ取りを防ぐために命を掛けた名臣として描かれている。
- 宇乃：吉永小百合

畑与右衛門の娘。両親を殺されたことにより失声症になる（原作とは異なる）。その後しばらくの間甲斐のもとにおり、そこで樅の木を見せられる。
- たよ：栗原小巻

若き日の甲斐と親しい間柄だった。しかし、身分が違うために結婚できないと悟った後、精神を病む。その後鹿に襲われて死ぬ。
- 津多（甲斐の母）：田中絹代

甲斐の心中を察しながらも、あえて厳しく接する。
- 律（甲斐の妻、茂庭氏）：三田和代

甲斐の先妻。浮気を理由に離縁されるも、甲斐の死について「うそで固めなければならないこともある」と語り冥福を祈った。
- 伊久（甲斐の後妻、津田氏）：水野久美

本作では先妻として茂庭氏（律）を登場させているが、史実における甲斐の正妻は津田氏（津田景康の姉）のみであり、茂庭氏は架空のキャラクターである。
- 原田民部：（甲斐の父）：宮口精二
- 伊達安芸：森雅之
- 伊達兵部：佐藤慶

本作は一般的には従来の伊達騒動に関する見解を覆した作品として認知されているが、兵部は従来の通り悪役である。三十万石分与の為に様々な陰謀を張り巡らすが、それが伊達家取り潰しの口実になるとは思ってもいない。
- 伊達政宗：尾上松緑（第10回のみ出演）
- 伊達忠宗：林成年
- 伊達綱宗：尾上菊之助（現・尾上菊五郎）

幕府より突然逼塞が命じられた。その後は貴族さながらの生活を送っていたが、それは幕府に反抗をしないことを示す行動だった。甲斐のことを信頼している。
- 三沢はつ：富山真沙子
- 亀千代：宮島徳継
- 与五兵衛（たよの父）：花沢徳衛
- 洞水：辰巳柳太郎

原田家菩提寺の僧。樅の木の前で宇乃に、甲斐が幕府の非道に対して異を唱えるには他に方法がなかったと話す。
- 雁屋信助：藤岡琢也
- 柴田外記：神田隆
- 蜂谷六左衛門：小栗一也
- くみ（甲斐の侍女）：香川京子
- 猿足：西村晃
- 久世大和守：岡田英次

酒井雅楽頭の考えを支持するも、そのやり方には疑問を抱いている。瀕死の甲斐に伊達家存続を確約する。
- 茂庭周防：高橋昌也
- 茂庭主水：河村稔（現・志垣太郎）
- 柿崎六郎兵衛：日下武史

浪人。兵部の支援を得て道場を開いている。
- みや→滝尾：佐藤友美

六郎兵衛の妹。新八と恋仲になる。
- 宮本又市：蜷川幸雄

仙台藩士で、綱宗の側近。万治3年7月19日の夜、「上意打ち」を口にするものによって殺される。
- 宮本新八：澤村精四郎（現・澤村藤十郎）

又市の弟。兄の死後出奔し、自暴自棄の生活を送るが…。
- 片倉小十郎：佐竹明夫
- 新妻隼人：金田竜之介

兵部の側近。モデルは実在の一関藩家老・新妻胤実。
- 柚木孝之進：井上孝雄
- 畑与右衛門：金内吉男

仙台藩士で、綱宗の側近。万治3年7月19日の夜、「上意打ち」を口にするものによって殺される。
- 太田弥兵衛：藤岡重慶

酒井雅樂頭の家臣。雅樂頭の屋敷で甲斐達伊達家の面々を殺害する討ち手の一人。
- 伊東七十郎：伊吹吾郎

部屋住みだが、甲斐とは親しい間柄だった。甥の采女や里見十左衛門と兵部暗殺を計画するが、家来の裏切りにより発覚し、捕らえられ斬首される。
- 初乃：乙羽信子
- のぶ：吉行和子

畑与右衛門の妻で宇乃の母。夫とともに「上意打ち」を口にするものに殺される。
- 虎之助:遠藤隆廣

宇乃の弟
- 渡辺七兵衛：小林昭二
- 萩の方：甲にしき（現・小川甲子）
- 将軍秀忠：中村又五郎
- 将軍家綱：田村亮
- 酒井雅楽頭：北大路欣也

徳川幕府の安泰を第一とし、その為に兵部を利用して伊達家取り潰しを画策する。兵部に対して三十万石分与の密約書を渡すも、これは兵部にせがまれて書いたものでその意思はなかったのだが、その密約書の存在が明らかになったため、その事実を隠蔽すべく甲斐達を殺害し、全てを甲斐の乱心として処理したが、同時に伊達家取り潰しは失敗に終わった。
- 阿部豊後守：徳大寺伸
- 稲葉美濃守：加賀邦男
- 水野十郎左衛門：神山繁
- 加藤明成：戸浦六宏
- こと：村松英子
- 堀主水：田崎潤
- 大岡佐渡守：大宮悌二
- 塩沢丹三郎：大出俊

甲斐の小姓で、幼君の鬼役（毒見役）となり死亡。その際、魂魄となって伊達家を護るので、葬儀も燈明も不要と言い残す。
- 塩沢たつ：鳳八千代

塩沢丹三郎の母
- 奥山大学：巌金四郎
- 里見十左衛門：志村喬

甲斐とは親しい間柄だった。七十郎の墓の前で、甲斐から兵部に取り入った真意を聞かされる。
- 伊東新左衛門：安井昌二
- 伊東采女：近藤正臣
- 古内治太夫→古内志摩：若林豪
- 中黒達弥→黒田玄四郎：久富惟晴

甲斐の妻・律と浮気し、死を決意するも、甲斐から「死ぬ事は簡単だが生きる事の難しさを知ってほしい」と諭され、ある密命を受け酒井家に潜入する。甲斐達に殺害される危険が迫っていることを知らせようとして殺害される。
- 善左衛門：加東大介

律の兄。甲斐の死について「いつか誰かがそのうそ(甲斐の死の真相)を解き明かしてくれる」と話し、冥福を祈った。
- なにがし様：芥川比呂志

支倉常長とともにローマに行った南蛮医。たよの治療を懇願する甲斐に対して、「本当に治してやりたいなら、一緒になって一生添い遂げろ」と勧める。
- みね：岡崎友紀
- 大条兵庫：内田朝雄
- 大町備前：横森久
- 河野道円：下条正巳

兵部の意向により、幼君毒殺を試みるが失敗。斬首された。
- 村山喜兵衛：山本耕一

甲斐の家臣。
- 鷺坂靭負：野々村潔

伊東家の家来。兵部暗殺の陰謀を知り、伊東家の為に采女と七十郎を捕らえるが、七十郎から「伊東家より伊達家の方が大事だ。お前は間違った。」と言われる。
- 沖田鉄平：大和田伸也
- 轟木三平：江守徹
- 渡辺金兵衛：梅野泰靖
- 井川頼之：玉川伊佐男
- 矢崎舎人：荻島真一
- 唯野内膳：外山高士
- 津島：御木本伸介
- 政右衛門：名古屋章
- 四郎右衛門：草薙幸二郎
- 小助：河原崎建三
- ふじこ：左時枝
- おこん：高田敏江
- およし：石井富子
- 源助：小宮山清
- 坂本家家士：宮内幸平
- 用人柿本：宗近晴見
- 和尚：加藤嘉
- 船の男：田村錦人
- 部屋子：林寛子

亀千代君毒殺未遂の手紙を原田甲斐に運んでくる少女
- 歌舞伎役者：中村勘三郎、尾上梅幸、市川猿之助（「伽羅先代萩」の舞台中継。オープニングでのインサート映像）
- その他：小山田宗徳、冨士眞奈美、三國一朗、千石規子、中尾彬、北村総一朗、菅井きん、田村亮、財津一郎、久松保夫

## スタッフ
- 原作：山本周五郎『樅ノ木は残った』
- 脚本：茂木草介
- 音楽：依田光正
- 演奏：東京室内楽団
- テーマ音楽演奏：NHK交響楽団
- 指揮：岩城宏之
- 笛演奏：福原百之助
- 語り：和田篤
- 時代考証：稲垣史生
- 殺陣：大内竜生
- 制作：古閑三千郎
- 技術：浅川登、設楽国雄
- 美術：富樫直人、岸川淳一
- 効果：桜井芳男、大和定次
- フィルム撮影：岩井橲周、佐竹三典
- 演出：吉田直哉、沼野芳脩、大原誠

## 放送
特記がない限りウェブサイト「NHKクロニクル」の「NHK番組表ヒストリー」で確認。

### 通常放送時間
- NHK総合テレビジョン：毎週日曜 20時00分 - 20時45分
- （再放送）NHK総合テレビジョン：毎週土曜 13時25分 - 14時10分[6]

### 放送日程
第14回はよど号ハイジャック事件の報道特別番組のため、45分繰り下げ。
| 放送回                                                     | 放送日   | 題           |
| ---------------------------------------------------------- | -------- | ------------ |
| 第1回                                                      | 1月 4日  | 野のふたり   |
| 第2回                                                      | 1月11日  | 竹そよぐ     |
| 第3回                                                      | 1月18日  | わかれ道     |
| 第4回                                                      | 1月25日  | 会津の宿     |
| 第5回                                                      | 2月 1日  | 再会         |
| 第6回                                                      | 2月 8日  | 広い世界     |
| 第7回                                                      | 2月15日  | 雪の綿帽子   |
| 第8回                                                      | 2月22日  | 夜の雨       |
| 第9回                                                      | 3月 1日  | 路地裏の人々 |
| 第10回                                                     | 3月 8日  | 盤上の戦い   |
| 第11回                                                     | 3月15日  | 花の行方     |
| 第12回                                                     | 3月22日  | 横ぐるま     |
| 第13回                                                     | 3月29日  | 雪の香華     |
| 第14回                                                     | 4月 5日  | 風のまえぶれ |
| 第15回                                                     | 4月12日  | もの言う樹   |
| 第16回                                                     | 4月19日  | 夕なぎ       |
| 第17回                                                     | 4月26日  | 闇の音       |
| 第18回                                                     | 5月 3日  | まなざし     |
| 第19回                                                     | 5月10日  | 影絵         |
| 第20回                                                     | 5月17日  | 盃の中       |
| 第21回                                                     | 5月24日  | 孤灯のかげ   |
| 第22回                                                     | 5月31日  | 氷のくさび   |
| 第23回                                                     | 6月 7日  | 不意の客     |
| 第24回                                                     | 6月14日  | こがらし     |
| 第25回                                                     | 6月21日  | 子ひつじ     |
| 第26回                                                     | 6月28日  | むかしの声   |
| 第27回                                                     | 7月 5日  | 闇に向って   |
| 第28回                                                     | 7月12日  | 蔵王         |
| 第29回                                                     | 7月19日  | 氷雨         |
| 第30回                                                     | 7月26日  | くびじろ     |
| 第31回                                                     | 8月 2日  | 青根愁色     |
| 第32回                                                     | 8月 9日  | 毒と炎と     |
| 第33回                                                     | 8月16日  | 片羽鳥       |
| 第34回                                                     | 8月23日  | やまびこ     |
| 第35回                                                     | 8月30日  | 吉日の膳立   |
| 第36回                                                     | 9月 6日  | ぐみの実     |
| 第37回                                                     | 9月13日  | 嘘とまこと   |
| 第38回                                                     | 9月20日  | もみじの手   |
| 第39回                                                     | 9月27日  | 外様のこころ |
| 第40回                                                     | 10月 4日 | 三つの道     |
| 第41回                                                     | 10月11日 | 西からの密書 |
| 第42回                                                     | 10月18日 | 密契の証文   |
| 第43回                                                     | 10月25日 | 二つの手文庫 |
| 第44回                                                     | 11月 1日 | 凶報         |
| 第45回                                                     | 11月 8日 | 燈明ひとつ   |
| 第46回                                                     | 11月15日 | 無念の士     |
| 第47回                                                     | 11月22日 | のちの世に   |
| 第48回                                                     | 11月29日 | 破局の前夜   |
| 第49回                                                     | 12月 6日 | みぞれの出府 |
| 第50回                                                     | 12月13日 | 最後の賭け   |
| 第51回                                                     | 12月20日 | 剣ヶ峰       |
| 最終回                                                     | 12月27日 | 断琴断歌     |
| 平均視聴率 21.0%（視聴率は関東地区・ビデオリサーチ社調べ） |          |              |

### 総集編
- 前編（第1部）：1970年12月30日　19時20分から20時59分
- 後編（第2部）：1970年12月31日　19時20分から20時50分

## 映像の現存・公開状況
総集編の最後の部分で原田甲斐を供養する放送当時のフィルム映像を流している。この総集編は現存し、VHS・DVDも発売されている。また、1978年に東京12チャンネル、1994年にNHKで再放送されている。本編の回の映像については長らく現存しないとされてきたが、主人公の原田甲斐の居城だった船岡城があった宮城県柴田郡柴田町の郷土資料館「しばたの郷土館」に、第29回を除く全52回中の51回分の録画テープが保存されていたことが2011年2月に明らかになった。なお、このテープは録画機器がカラー対応ではなかったためにモノクロで保存されている。その後、「しばたの郷土館」の要望により、入場料を無料にしたうえでDVDにより常時放映されている（有料の場合、権利者への許諾のための対価をNHKへ払う必要があった）。
なお、総集編第一部の冒頭部は本放送時は歌舞伎の映像とナレーションによって構成されていたが、肖像権の都合もあってか、ソフト化に際し字幕表示に差し替えられている(NHKオンデマンドによる配信映像ではオリジナルの映像が視聴できる)。また、NHKアーカイブスでは第二部のみの公開となっている。